# Cho Hanseung
Cho Hanseung (coréen : 조한승, né le 27 novembre 1982),  est un joueur de go professionnel.

## Biographie
Cho  est devenu professionnel en 1995. Il a été promu 7e dan en 2004,  8e dan en 2005 et 9e dan en 2006. 

## Titres
| Titre             | Vainqueur | Finaliste      |
| ----------------- | --------- | -------------- |
| Guksu (55e)       | 1 (2011)  | 1 (2002)       |
| Myungin           |           | 1 (2007)       |
| Coupe GS Caltex   | 1 (2009)  | 2 (2003, 2010) |
| Chunwon           | 1 (2006)  |                |
| KBS Cup           |           | 1 (2007)       |
| Yeongnam Ilbo Cup |           | 1 (2005)       |
| BC Card Cup       | 1 (2001)  |                |
| SK Gas Cup        | 1 (2003)  |                |
| New Pro King      | 1 (2001)  |                |
| Total             | 6         | 6              |

| Titre                    | Vainqueur | Finaliste      |
| ------------------------ | --------- | -------------- |
| Asian TV Cup             |           | 2 (2005, 2008) |
| China-Korea Tengen       |           | 1 (2007)       |
| China-Korea New Pro Wang |           | 1 (2001)       |
| Total                    | 0         | 4              |

| Titre                                | Vainqueur | Finaliste |
| ------------------------------------ | --------- | --------- |
| BC Card Cup World Baduk Championship |           | 1 (2009)  |
| Total                                | 0         | 1         |

- Total: 5 titres, 11 fois finaliste.